# InGen
A InGen (uma sigla inglesa para International Genetic Technologies, Inc) é uma empresa multinacional estadunidense de bioengenharia e biotecnologia fictícia da série de filmes e livros Jurassic Park.
É a empresa responsável pela pesquisa que criou os dinossauros do Sítio A (Ilha Nublar) e do Sítio B. Ambas as ilhas (um pequeno arquipelágo no caso do Sítio B) foram "alugadas" do governo costa-riquenho. As pesquisas para a criação dos dinossauros, duraram, conforme revelado por Dennis Nedry, em torno de cinco anos.

## Recepção
Beacham's Encyclopedia of Popular Fiction descreve a InGen como comparável a uma outra "organização desprezível".Outras fontes afirmam que a empresa que recebe o bebê T-Rex é uma alusão a outros empresários de exploração descritos em King Kong. Ken Gelder descreve InGen com "resolutamente secreta, assim como a empresa no romance de Grisham."